# Младен Шарчевић
Младен Шарчевић (Београд, 22. јануар 1957) српски је политичар. Био је министар просвете у Влади Србије од 11. августа 2016. до 28. октобра 2020.

## Биографија
Рођен је 1957. године у Београду, где је завршио основну школу и XII београдску гимназију. Након завршетка средње школе завршава Природно-математички факултет у Београду — одсек географија. Постдипломске студије је завршио на Центру за мултидисциплинарне студије БУ – смер заштита животне средине.
Са 33 године постао је директор ОШ „Никола Тесла“ у Београду и руководио стручним активима директора школа. Учествовао је у оснивању многих школа за потребу државе. Оснивач је више приватних школа, како у Србији, тако и у региону. Оснивач је Образовног система „Руђер Бошковић“.
У августу 2016. постао је министар просвете, науке и технолошког развоја Републике Србије. Све његове функције у образовном систему „Руђер Бошковић” су замрзнуте.
Био је министар у Влади све до 28. октобра 2020.
Он је након гостовања на Радио-телевизији Србије, говорећи о вршњачком насиљу у школама, навео да нека деца имају натпис „мучи ме” на челу. То је изазвало оштре критике јавности.
Након обављања министарске функције постављен је за специјалног саветника за образовање председника Србије, Александра Вучића. У јануару 2023 постављен је за в.д. директора Службеног гласника.